# San Pierre
San Pierre est une census-designated place située dans le comté de Starke, dans l’État de l'Indiana, aux États-Unis. Lors du recensement de 2020, elle compte 153 habitants.